# Клейменовка
Клейменовка — село в Каменском районе Пензенской области, входит в состав Междуреченского сельсовета.

## География
Расположено в 20 км на восток от центра сельсовета села Междуречье и в 42 км к югу от Каменки.

## История
Основан в 1790-е гг. на земле, предоставленной решением Правительствующего Сената. В 1864 г. – церковь, маслобойня, в 1877 г. входило в Липяговскую волость Пензенского уезда Пензенской губернии, церковь, школа, лавка. В 1891 г. построена новая деревянная церковь во имя Николая Чудотворца. В 1896 г. работало земское училище. В 1911 г. – в составе Липяговской волости, одно крестьянское общество, 302 двора, земская школа, церковь, мельница с нефтяным двигателем, 6 ветряных, 2 шерсточесалки, 2 овчинных заведения, 3 кузница, 5 лавок.
С 1932 года село являлось центром сельсовета в составе Телегинского района Средневолжского края (с 1939 года — в составе Пензенской области). В 1955 г. – центральная усадьба колхоза «Красный боевик». С 1959 года — в составе Каменского района. В 1980-е гг. – в составе Завиваловского сельсовета, центральная усадьба совхоза «Клейменовский». 22.12.2010 г. Завиваловский сельсовет был упразднен, село вошло в состав Междуреченского сельсовета.
До 2008 года в селе действовала основная общеобразовательная школа.

## Население
| 1864 | 1877  | 1911  | 1926  | 1930  | 1939 | 1959 |
| ---- | ----- | ----- | ----- | ----- | ---- | ---- |
| 997  | ↗1383 | ↗1990 | ↗2190 | ↘2187 | ↘968 | ↘744 |
| 1979 | 1989  | 1996  | 2002  | 2010  |      |      |
| ↘627 | ↘535  | ↘482  | ↘361  | ↘347  |      |      |

## Инфраструктура
В селе имеется отделение почтовой связи.